# Флоренскиит
Флоренскии́т (англ.  florenskyite) — минерал, обнаруженный в метеорите Кайдун и официально признанный Комиссией по новым минералам и названиям минералов (КНМНМ) Международной минералогической ассоциации (IMA) новым минералом в 1999 году. Химическая формула FeTiP.
Первый природный фосфид литофильного химического элемента. Этот неизвестный ранее на Земле минерал был обнаружен в метеорите Кайдун (Kaidun) учеником К. П. Флоренского доктором геолого-минералогических наук А. В. Ивановым.

## Происхождение
Присутствие в Кайдуне чрезвычайно редких для метеоритов щелочей дает солидное подкрепление гипотезе происхождения из планеты, возможно — с Марса, от которого предшествующее Кайдуну вещество оторвалось в результате метеоритного удара и попало на спутник Марса Фобос, где подверглось изменениям и в конце концов Кайдун был выброшен в космос и прилетел на Землю

## Название
Назван в честь геохимика и планетолога Кирилла Павловича Флоренского — научного руководителя Андрея Валерьевича Иванова, долгое время изучавшего метеорит Кайдун.